# 필 더글러스
필립 브룩스 더글러스(영어: Phillip Brooks Douglas, 1890년 6월 17일~1952년 8월 1일)는 미국의 프로 야구 선수로, 포지션은 투수였다. "셔플링 필"("Shufflin' Phil)이라는 별명을 가지고 있었는데, 불펜에서 마운드까지 오는데 느린 걸음걸이를 보여줬기 때문이었다.
더글러스는 원래 1912년에 시카고 화이트삭스와 선수 계약을 맺었지만, 프로에 안착하게 된 건 신시내티 레즈 유니폼을 입고서였다. 1915년에는 브루클린 다저스로 트레이드되었다가 얼마 뒤 다시 시카고 컵스로 트레이드되었다. 더글러스가 각 팀에서 오래 머물지 못했던 이유는 구단 측이 잘 알려진 그의 알코올 중독에 대해 불만이 있었기 때문인데, 당시 한 기자는 "음주는 더글러스에게 습관이 아니라 질병이었다."라고 언급하기도 했다
시카고 컵스 시절에는 소속팀이 1918년 월드 시리즈에서 보스턴 레드삭스와 맞붙었는데, 더글러스는 4차전에서 희생 번트 타구를 잡고 송구하면서 실책을 저질러 상대팀의 결승 득점을 허용했고, 컵스는 3–2로 패했다.
1919년에는 뉴욕 자이언츠와 계약을 맺었는데, 존 맥그로 뉴욕 자이언츠 감독은 더글러스의 음주를 어느 정도 통제하는 데 성공했다. 1920년, 더글라스는 14승 10패, 평균자책점 2.71을 기록했다. 다음해부터는 리그에서 스핏볼의 사용이 금지되었지만, 더글러스를 포함한 17명의 선수들에 한해 스핏볼을 계속 던질 수 있게 허용되었다.
더글러스의 커리어 하이 시즌은 1921년으로, 이해 더글러스는 15승 10패, 2.08의 평균자책점을 기록했다. 또한 1921년 월드 시리즈에서는 2승을 챙기며 소속팀 뉴욕 자이언츠가 월드 시리즈 우승을 차지하는 데에도 힘을 보탰다.

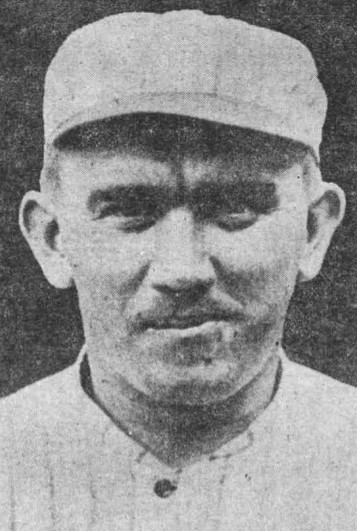
1922년의 모습

1922년, 더글러스는 11승을 거두고 내셔널 리그 1위인 2.63의 평균자책점을 기록했지만, 맥그로 감독과의 다툼으로 인해 출전 정지 처분을 받고 100달러의 벌금을 부과받기도 했다.
더글러스는 출전 정지 직후 술에 취한 상태에서 아래와 같은 편지를 세인트루이스 카디널스의 레스 맨에게 보냈다.

나는 팀을 떠나고 싶지만, 대가가 필요해. 나는 이 사람이 리그 우승을 하길 원치 않고, 내가 여기 계속 머문다면 이 사람을 위해 공을 던지게 될 거야. 당신이 돈을 갖고 여기에 사람을 보낸다면, 나는 다음 기차를 타고 집에 갈 거야. 낚시 캠프에 가서 그곳에서 지낼 거야.
I want to leave here but I want some inducement.  I don't want this guy to win the pennant and I feel if I stay here I will win it for him.  If you want to send a man over here with the goods, I will leave for home on next train.  I will go down to fishing camp and stay there.

이 편지는 케네소 마운틴 랜디스 커미셔너에게 전달되었고, 랜디스 커미셔너는 더글러스에게 영구 제명 조치를 내렸다.
더글러스는 1952년 8월 1일에 테네시주 스쿼치군에서 사망했고, 시신은 테네시주 트레이시시티에 안치되었다.